# 기밀유지 협약
기밀유지 협약(non-disclosure agreement, NDA)은 적어도 두 개의 기업이나 두 명의 사람 사이에서 기밀 물질이나 지식을 공유하길 바라지만, 일반적인 사용을 제한할 때 반드시 사용되는 법률 계약이다. 미국에서는 기밀유지 협약(confidential disclosure agreement, CDA)이나 기밀 협약(confidentiality agreement, secrecy agreement)으로 사용되기도 한다. 다른 말로, 협약에 따라서 보호되는 정보를 공개하지 않는 데에 동의하는 계약이다. 기밀유지 협약은 당사자 간에 어떤 종류의 영업 비밀을 보호하면서 신뢰관계를 유지할 수 있다. 그러므로 기밀유지 협약은 사적인 사업 정보를 보호할 수 있다.
라이선스 계약을 비롯하여 계약상 거래 노하우, 거래비밀 그 밖에 중요한 정보가 상대에게 건너갈 경우 이것을 밖으로 새어 나가지 못하도록 제한하기 위한 규정을 삽입하는 것은 당연한 배려일 것이다. :155 나아가 상대방이 그것을 스스로 이용할 수 있는 입장이라면 타인에게 공개하는 것 이외에 계약 이외에서 스스로 사용하는 것도 금지하지 않는다면 제안은 무용지물이 되고 만다. :155
기밀유지 협약은 일반적으로 두 기업이나 개인이 사업의 목적을 이해하고 잠재적 사업 관계를 평가할 목적으로 각각 다른 사업에 단독으로 진행할 필요가 있을 때 체결한다. 기밀유지 협약은 상호계약이 될 수 있다. 다시 말해, 양쪽 당사 모두가 제공하는 물질의 사용에 제한을 받거나, 한쪽 당사자만 제한을 받을 수도 있다.
기업에서 임시로 직원을 고용할 때 기밀유지 협약이나 비슷한 동의서에 서명하는 경우도 있다. 고용 계약서는 일반적으로 제한된 "기밀 정보" 조항을 포함할 것이다. 마찬가지로 기밀유지 협약은 정보 기술 영역에 사용되거나 인증 검사를 하기 이전에 직접 체결한다.
드물지만 기밀유지 협약은 기밀유지 협약을 체결한 사실조차 언급하면 안 되는 경우도 있다.

## 같이 보기
- 경쟁금지 조항